# 竹田收費站

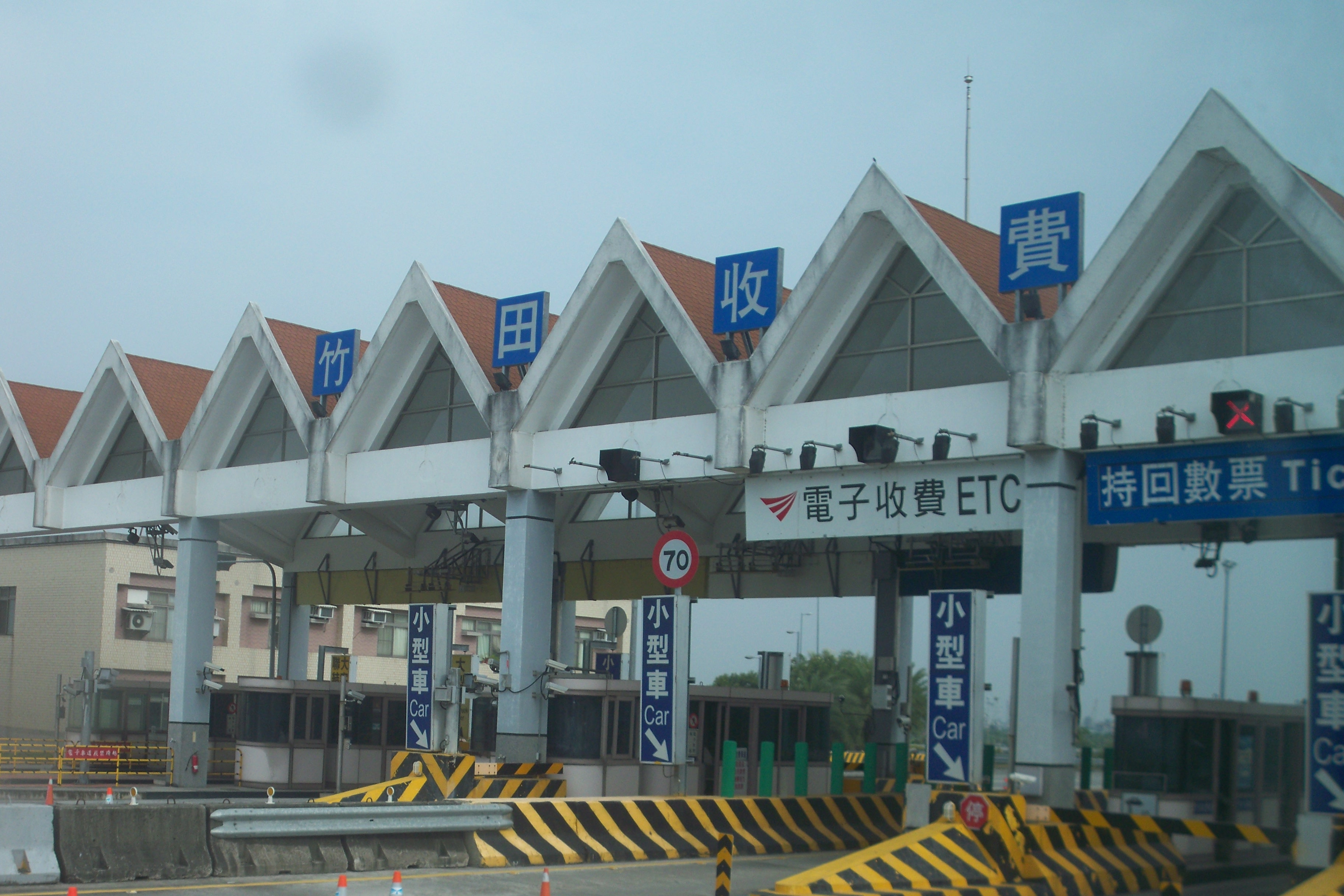
竹田收費站，攝於2012年

竹田收費站為臺灣國道三號已拆除的一座收費站，原址位於屏東縣竹田鄉，於2004年5月1日啟用，在廢止前為全台灣地理位置最南的國道收費站，距國道三號終點的林邊鄉僅約20公里，共有十個收費車道，站體屋頂為三角鋸齒造型。
竹田收費站南距竹田系統交流道不到5公里，造成北上的駕駛剛上高速公路便需繳費的情形，附近竹田、潮州、南州、崁頂等鄉鎮居民呼籲政府比照汐止收費站，使竹田收費站採南下單向收費的模式，收費站開通隔天便有百餘民眾在時任立法委員廖婉汝帶領下駕車至收費站抗議，一度造成北上車道癱瘓。
2013年12月30日，因全面實施電子收費（ETC），竹田收費站於2013年12月30日停用並全部拆除。2014年1月，原竹田收費站的收費員因全體失業，在多名立法委員陪同下召開記者會抗議遠通電收未依合約輔導其轉業。